# کبرای گردن‌سیاه
کبرای گردن‌سیاه (نام علمی: Naja nigricollis) نام یک گونه از سرده ناجا است.